# حمام سنگی
حمام سنگی شهر گیوی(داش حامامی) قدیمی ترین حمام سنگی جهان ، در قسمت جنوب شرق شهر گیوی و در کنار رودخانه گیوی چایی و در میان باغ‌های ساحل رودخانه واقع شده که یادگار تاریخ گذشته شهرستان کوثر و یکی از مکان‌های مهم گردشگری این شهرستان است. حمام سنگی گیوی به فاصله ۳۰۰ متری از انتهای حوزه خدماتی شهرداری واقع شده‌است. این حمام در دامنه کوه به صورت غاری تعبیه شده و از تاریخچه تعبیه آن اطلاعات موثقی در دست نیست. حمام سنگی گیوی علاوه بر استفاده شهروندان، جاذبه‌ای گردشگری برای این شهرستان محسوب می‌شود. فضای استحمام در این محوطه از طریق کندن سنگ‌ها فراهم شده و تمام فضای آن پوشیده از سنگ طبیعی می‌باشد. در این فضای طبیعی کوچک ۴۰ متر مربعی، آب در ۳ نقطه از آن با درجه حرارت‌های متفاوت تراوش می‌کند. اگر چه دمای آب به بیش از ۲۰ درجه نمی رسد و استحمام مرحله اول چندان خوشایند نیست ولی به محض مرطوب شدن تمام بدن استفاده از آب آنقدر دلچسب و آرام بخش می‌شود که ترک آن برای استفاده کنندگان مطلوب نیست.
آب این حمام از ۳ نقطه تأمین می‌شود که درجه حرارت‌های هر کدام با دیگری فرق می‌کند، در دو گوشه شمال شرقی و شمال غربی حمام حوضچه‌های کوچکی با ابعاد حدود نیم در نیـم متر ایجاد شده که آب تراوش شده از دل دیواره سنگی ابتدا در این حوضچه‌ها جمع شده و سپس وارد حوض مرکزی می‌شود. در این فضا آثار تصنعی به چشم دیده نمی شود و بجز درب فلزی ورودی آن درون آن اعم از حوضچه‌ها و آبریز طبیعی است. قسمتی از طاق این حمام در هنگام احداث جاده گیوی به خلخال بر اثر ریزش سنگ فروریخته وبعداً توسط عده‌ای از اهالی بوسیله سنک طاقکاری و ترمیم شده‌است. این مجموعه هم‌اکنون به صورت سنتی مورد استفاده اهالی قرارگرفته و پذیرای مسافران و گردشگران است. وسط دیواره شرقی حمام نیز سومین سرچشمه آب حمام می‌باشد کـه سردتر از دو سرچشمه دیگر است. گرمترین آب چشمه حمام بیشتر از ۲۰ درجه سانتیگراد دما ندارد، با این حال، استحمام با آن بسیار آرام بخش و دلچسب می‌باشد.
داش حامامی بنایی منحصر بفرد است که در مکانی با مناظر طبیعی زیبا و شگفت انگیز واقع شده‌است. این محل در تعطیلات به ویژه در ایام نوروز یکی از قطب‌های جذب گردشگر در شهرستان کوثر می‌باشد. استحمام با آب آن به قدری پوست و موی انسان را نرم و لطیف می‌کند که با هیچ فرآورده بهداشتی امروزی قابل مقایسه نیست و استحمام با آن به صورت رایگان و متولی خاص ندارد. رسیدگی به بهداشت محوطه تعمیرات در موقع لزوم با همکاری عده‌ای از اهالی انجام می‌شود. به رغم وجود حمام در منازل اهالی این حمام را تنها یادگار برجای مانده از پدران و مادران خود می دانند و با استحمام در آن یاد گذشته‌های شیرین را زنده می‌کنند.